# Barbara Oesterheld

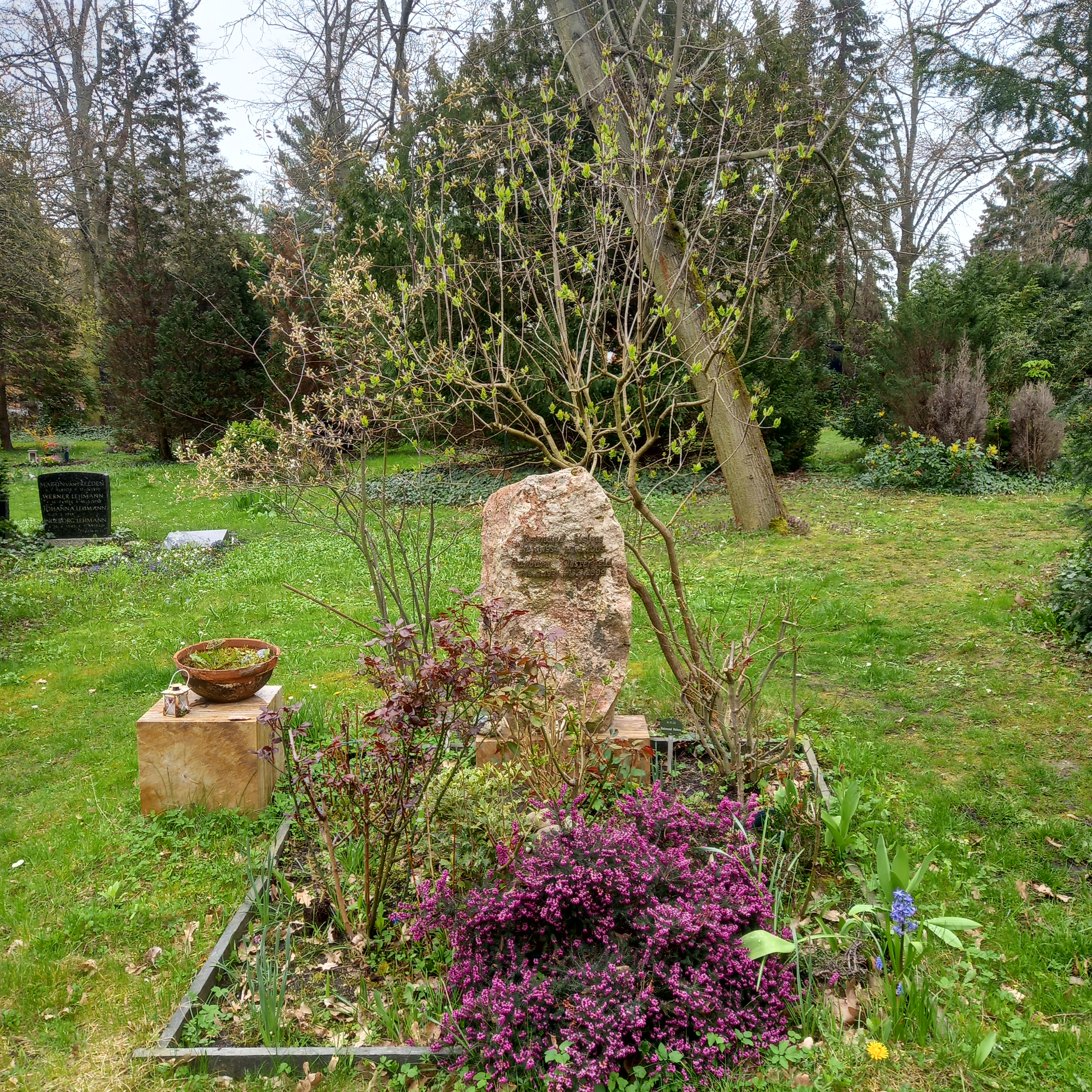
Das Grab von Barbara Oesterheld und ihrem Ehemann Reimund Helms auf dem Dreifaltigkeitsfriedhof II in Berlin

Barbara Oesterheld (* 15. September 1951 in Berlin; † 13. Mai 2009 ebenda) war eine deutsche Politikerin (AL/Grüne).

## Leben und Beruf
Nach dem Abitur nahm sie ein Studium der Soziologie an der Freien Universität Berlin auf, das sie 1977 mit der Prüfung als Diplom-Soziologin abschloss. Anschließend ging sie nach Afrika und engagierte sich im Kinder- und Jugendbereich. Beruflich tätig war sie als Erzieherin in einem Kinderladen und in der Jugendarbeit, als Sozialarbeiterin in der Behindertenfürsorge, als Taxifahrerin, als Programmiererin sowie zuletzt als Mieterberaterin und Sozialplanerin.
Barbara Oesterheld erlag am 13. Mai 2009 den Folgen einer Krebserkrankung. Am 26. Mai 2009 wurde sie auf dem Dreifaltigkeitsfriedhof II in Kreuzberg beigesetzt.

## Politik
Oesterheld war von 1975 bis 1985 Mitglied der Kreuzberger SPD. 1987 wurde sie Mitglied der Alternativen Liste (AL). Von 1989 bis 1992 war sie Fraktionsvorsitzende ihrer Partei in der BVV Kreuzberg und dort von 1992 bis 1994 Mitglied des Geschäftsführenden Ausschusses.
Oesterheld war von 1995 bis 2006 Mitglied des Abgeordnetenhauses von Berlin. Sie wurde dreimal direkt für den Kreuzberger Wahlkreis 2 gewählt und erhielt 1995 als erste grüne Landtagsabgeordnete ein Direktmandat. Seit 2001 betätigte sie sich im Parlament mit besonderem Engagement im Untersuchungsausschuss Bankgesellschaft.
2007 wurde sie zur Landesvorsitzenden der Berliner Grünen gewählt. Aufgrund ihrer fortschreitenden Erkrankung trat sie 2008 von diesem Amt zurück. Zu ihrem Nachfolger wurde Stefan Gelbhaar gewählt.